# Eurytoma saussureae
Eurytoma saussureae är en stekelart som beskrevs av Zerova 1995. Eurytoma saussureae ingår i släktet Eurytoma och familjen kragglanssteklar. Inga underarter finns listade i Catalogue of Life.